# Atchoukpa
Atchoukpa est l'un des sept arrondissements de la commune d'Avrankou dans le département de l'Ouémé au Bénin.

## Géographie
L'arrondissement de Atchoukpa est situé au sud-est du Bénin et compte 10 villages ou quartiers de ville que sont : 
1. Malé
2. Malé-Houngo
3. Ouindodji
4. Tanzoun
5. Tanzoun Bliguédé
6. Tchoukou-Daho
7. Todèdji
8. Tokpa-Yonhossou
9. Vodénou
10. Zounguè[2]

## Démographie
Selon le recensement de la population de 2013 conduit par l'Institut national de la statistique et de l'analyse économique (INSAE), Atchoukpa compte 35232 habitants.